# Hymn Marianów Północnych
Gi Talo Gi Halom Tasi (z cha. Na środku morza) – hymn terytorium zorganizowanego Marianów Północnych. Został oficjalnie przyjęty w 1996 roku.
Autorem słów jest Jose S. Pangelinan. Muzykę zapożyczono z niemieckiej pieśni Im Schoensten Wiesengrunde, autorstwa Wilhelma Ganzholma.

## Tekst wjęzyku czamorro
Gi talo gi halom tåsi
Nai gaige tano-ho
Ayo nai siempre hu såga
Malago’ ho
Ya un dia bai hu hånåo
Bai fåtto ha’ ta’lo
Ti sina håo hu dingo
O tano-ho
REFREN:
Mit beses yan mås
Hu saluda håo
Gatbo na islas Mariånas
Hu tuna håo

## Tekst wjęzyku karolińskim
Satil matawal Pacifico
Igha elo faluweey iye
Ighilal igha ebwe lootiw
Tipeey iye
Eew raal nge ibwe mwetesangi
Nge ibwal sefaalitiiy
Ese mmwel bwe ibwe lighiti
Bwe falaweey
REFREN:
Sangaras faal bwughuwal
Ay tirow ngalugh
Ling ghatchul teel
Faluw Mariånas
Ay Mwareiti